# Фінн Фернер
Фінн Фернер (норв. Finn Ferner, 10 березня 1920 — 11 березня 2001) — норвезький яхтсмен.
Срібний призер Олімпійських Ігор 1952 року в класі 6 метрів, учасник 1960 року.